# Grand Prix de Tennis de Lyon 2009 - Qualificazioni singolare
Le qualificazioni del singolare  del Grand Prix de Tennis de Lyon 2009 sono state un torneo di tennis preliminare per accedere alla fase finale della manifestazione. I vincitori dell'ultimo turno sono entrati di diritto nel tabellone principale. In caso di ritiro di uno o più giocatori aventi diritto a questi sono subentrati i lucky loser, ossia i giocatori che hanno perso nell'ultimo turno ma che avevano una classifica più alta rispetto agli altri partecipanti che avevano comunque perso nel turno finale.
Le qualificazioni del torneo Grand Prix de Tennis de Lyon  2009 prevedevano 26 partecipanti di cui 4 sono entrati nel tabellone principale.

## Teste di serie
1. Kevin Anderson (Qualificato)
2. Laurent Recouderc (ultimo turno)
3. Sébastien de Chaunac (secondo turno)
4. Thierry Ascione (secondo turno)

1. Albert Ramos Viñolas (secondo turno)
2. David Guez (Qualificato)
3. Giovanni Lapentti (primo turno)
4. Vincent Millot (Qualificato)

## Qualificati
1. Kevin Anderson
2. David Guez

1. Jérôme Haehnel
2. Vincent Millot

## Tabellone

### Legenda
| - Q = Qualificato - WC = Wild card - LL = Lucky loser | - ALT = Alternate - SE = Special Exempt - PR = Protected Ranking | - w/o = Walkover - r = Ritirato - d = Squalificato |

### Sezione 1
|  | Primo turno       | Primo turno       | Primo turno       | Primo turno | Primo turno |  |  | Secondo turno | Secondo turno        | Secondo turno        | Secondo turno   | Secondo turno   |   |   | Ultimo turno | Ultimo turno   | Ultimo turno   | Ultimo turno | Ultimo turno |  |
|  |                   |                   |                   |             |             |  |  |               |                      |                      |                 |                 |   |   |              |                |                |              |              |  |
|  |                   |                   |                   |             |             |  |  |               |                      |                      |                 |                 |   |   |              |                |                |              |              |  |
|  |                   |                   |                   |             |             |  |  | 1             | Kevin Anderson       | Kevin Anderson       | 6               | 6               |   |   |              |                |                |              |              |  |
|  | Marcelo Melo      | Marcelo Melo      | Marcelo Melo      | 7           | 7           |  |  |               | Marcelo Melo         | Marcelo Melo         | 2               | 4               |   |   |              |                |                |              |              |  |
|  | Ludovic Walter    | Ludovic Walter    | Ludovic Walter    | 63          | 65          |  |  |               |                      |                      |                 |                 |   |   | 1            | Kevin Anderson | Kevin Anderson | 6            | 6            |  |
|  | Augustin Gensse   | Augustin Gensse   | Augustin Gensse   | 6           | 6           |  |  |               |                      |                      | Augustin Gensse | Augustin Gensse | 2 | 4 |              |                |                |              |              |  |
|  | Guillermo Alcaide | Guillermo Alcaide | Guillermo Alcaide | 3           | 4           |  |  |               | Augustin Gensse      | Augustin Gensse      | 6               | 6               |   |   |              |                |                |              |              |  |
|  |                   |                   |                   |             |             |  |  | 5             | Albert Ramos Viñolas | Albert Ramos Viñolas | 3               | 3               |   |   |              |                |                |              |              |  |
|  |                   |                   |                   |             |             |  |  |               |                      |                      |                 |                 |   |   |              |                |                |              |              |  |

### Sezione 2
|  | Primo turno      | Primo turno      | Primo turno      | Primo turno | Primo turno |  |  | Secondo turno | Secondo turno     | Secondo turno     | Secondo turno | Secondo turno |   |   | Ultimo turno | Ultimo turno      | Ultimo turno      | Ultimo turno | Ultimo turno |  |
|  |                  |                  |                  |             |             |  |  |               |                   |                   |               |               |   |   |              |                   |                   |              |              |  |
|  |                  |                  |                  |             |             |  |  |               |                   |                   |               |               |   |   |              |                   |                   |              |              |  |
|  |                  |                  |                  |             |             |  |  | 2             | Laurent Recouderc | Laurent Recouderc | 6             | 6             |   |   |              |                   |                   |              |              |  |
|  | Florian Reynet   | Florian Reynet   | Florian Reynet   | 7           | 6           |  |  |               | Florian Reynet    | Florian Reynet    | 1             | 2             |   |   |              |                   |                   |              |              |  |
|  | Nicolas Renavand | Nicolas Renavand | Nicolas Renavand | 5           | 3           |  |  |               |                   |                   |               |               |   |   | 2            | Laurent Recouderc | Laurent Recouderc | 68           | 2            |  |
|  | Laurent Rochette | Laurent Rochette | Laurent Rochette | 6           | 6           |  |  |               |                   | 6                 | David Guez    | David Guez    | 7 | 6 |              |                   |                   |              |              |  |
|  | Michael Bois     | Michael Bois     | Michael Bois     | 2           | 3           |  |  |               | Laurent Rochette  | Laurent Rochette  | 3             | 4             |   |   |              |                   |                   |              |              |  |
|  |                  |                  |                  |             |             |  |  | 6             | David Guez        | David Guez        | 6             | 6             |   |   |              |                   |                   |              |              |  |
|  |                  |                  |                  |             |             |  |  |               |                   |                   |               |               |   |   |              |                   |                   |              |              |  |

### Sezione 3
|  | Primo turno            | Primo turno            | Primo turno            | Primo turno | Primo turno |  |  | Secondo turno          | Secondo turno          | Secondo turno          | Secondo turno          | Secondo turno          |   |   | Ultimo turno   | Ultimo turno   | Ultimo turno   | Ultimo turno | Ultimo turno |  |
|  |                        |                        |                        |             |             |  |  |                        |                        |                        |                        |                        |   |   |                |                |                |              |              |  |
|  |                        |                        |                        |             |             |  |  |                        |                        |                        |                        |                        |   |   |                |                |                |              |              |  |
|  |                        |                        |                        |             |             |  |  | 3                      | Sébastien de Chaunac   | Sébastien de Chaunac   | 3                      | 3                      |   |   |                |                |                |              |              |  |
|  | Jérôme Haehnel         | Jérôme Haehnel         | Jérôme Haehnel         | 6           | 6           |  |  |                        | Jérôme Haehnel         | Jérôme Haehnel         | 6                      | 6                      |   |   |                |                |                |              |              |  |
|  | Nils Langer            | Nils Langer            | Nils Langer            | 2           | 0           |  |  |                        |                        |                        |                        |                        |   |   | Jérôme Haehnel | Jérôme Haehnel | Jérôme Haehnel | 6            | 6            |  |
|  | Charles-Antoine Brézac | Charles-Antoine Brézac | Charles-Antoine Brézac | 6           | 6           |  |  |                        |                        | Charles-Antoine Brézac | Charles-Antoine Brézac | Charles-Antoine Brézac | 2 | 3 |                |                |                |              |              |  |
|  | Francois-Arthur Vibert | Francois-Arthur Vibert | Francois-Arthur Vibert | 1           | 1           |  |  | Charles-Antoine Brézac | Charles-Antoine Brézac | Charles-Antoine Brézac | 6                      | 6                      |   |   |                |                |                |              |              |  |
|  |                        | Matwé Middelkoop       | Matwé Middelkoop       | 7           | 7           |  |  | Matwé Middelkoop       | Matwé Middelkoop       | Matwé Middelkoop       | 4                      | 4                      |   |   |                |                |                |              |              |  |
|  | 7                      | Giovanni Lapentti      | Giovanni Lapentti      | 6           | 5           |  |  |                        |                        |                        |                        |                        |   |   |                |                |                |              |              |  |

### Sezione 4
|  | Primo turno        | Primo turno        | Primo turno      | Primo turno | Primo turno |  |  | Secondo turno | Secondo turno      | Secondo turno | Secondo turno  | Secondo turno  |   |   | Ultimo turno | Ultimo turno   | Ultimo turno   | Ultimo turno | Ultimo turno |  |
|  |                    |                    |                  |             |             |  |  |               |                    |               |                |                |   |   |              |                |                |              |              |  |
|  |                    |                    |                  |             |             |  |  |               |                    |               |                |                |   |   |              |                |                |              |              |  |
|  |                    |                    |                  |             |             |  |  | 4             | Thierry Ascione    | 6             | 64             | 4              |   |   |              |                |                |              |              |  |
|  | Jerzy Janowicz     | Jerzy Janowicz     | 6                | 3           | 6           |  |  |               | Jerzy Janowicz     | 4             | 7              | 6              |   |   |              |                |                |              |              |  |
|  | George Bastl       | George Bastl       | 2                | 6           | 3           |  |  |               |                    |               |                |                |   |   |              | Jerzy Janowicz | Jerzy Janowicz | 3            | 2            |  |
|  | Vladimir Obradovic | Vladimir Obradovic | 4                | 7           | 6           |  |  |               |                    | 8             | Vincent Millot | Vincent Millot | 6 | 6 |              |                |                |              |              |  |
|  | André Sá           | André Sá           | 6                | 64          | 4           |  |  |               | Vladimir Obradovic | 6             | 3              | 0              |   |   |              |                |                |              |              |  |
|  | 8                  | Vincent Millot     | Vincent Millot   | 6           | 6           |  |  | 8             | Vincent Millot     | 3             | 6              | 6              |   |   |              |                |                |              |              |  |
|  |                    | Jerome Inzerillo   | Jerome Inzerillo | 4           | 4           |  |  |               |                    |               |                |                |   |   |              |                |                |              |              |  |